# Miou-Miou

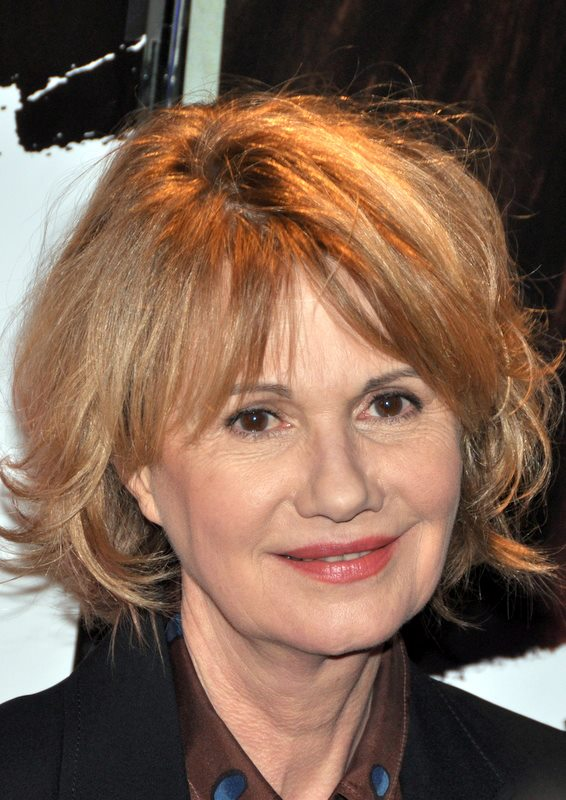
Miou-Miou (2013)

Miou-Miou (* 22. Februar 1950 in Paris als Sylvette Marie Jeanne Herry) ist eine französische Schauspielerin. Ihr Künstlername, der das Miauen einer Katze beschreibt, rührt von ihrem Spitznamen, den sie im Alter von 18 Jahren von ihrem damaligen Freund erhielt.

## Leben
Die Tochter einer Marktfrau und eines Polizisten war nach ihrer Schauspielausbildung am Pariser Experimentaltheater Café de la Gare engagiert.
Ihre erste größere Filmrolle spielte sie in Die Ausgebufften an der Seite von Gérard Depardieu und Patrick Dewaere. Die Figur der Frisörin, die eine Liebesbeziehung mit zwei Herumtreibern unterhält, prägte in den ersten Jahren ihrer Karriere ihr Image einer unkonventionellen jungen Frau. Für ihre Darstellung einer Prostituierten in dem Film Die Aussteigerin erhielt sie 1980 den César als beste Hauptdarstellerin. Für den gleichen Preis wurde sie noch weitere neun Male nominiert.
Miou-Miou lebte mit dem Schauspieler und Drehbuchautor Jean Teulé bis zu dessen Tod im Jahr 2022 in Paris. Aus einer früheren Beziehung mit Patrick Dewaere hat sie eine Tochter, die Drehbuchautorin Angèle Herry (* 1974). Mit dem Musiker und Sänger Julien Clerc bekam sie 1978 ihre zweite Tochter, Jeanne Herry, die als Schauspielerin, Filmregisseurin und Drehbuchautorin tätig ist.

## Filmografie (Auswahl)
- 1971: La cavale

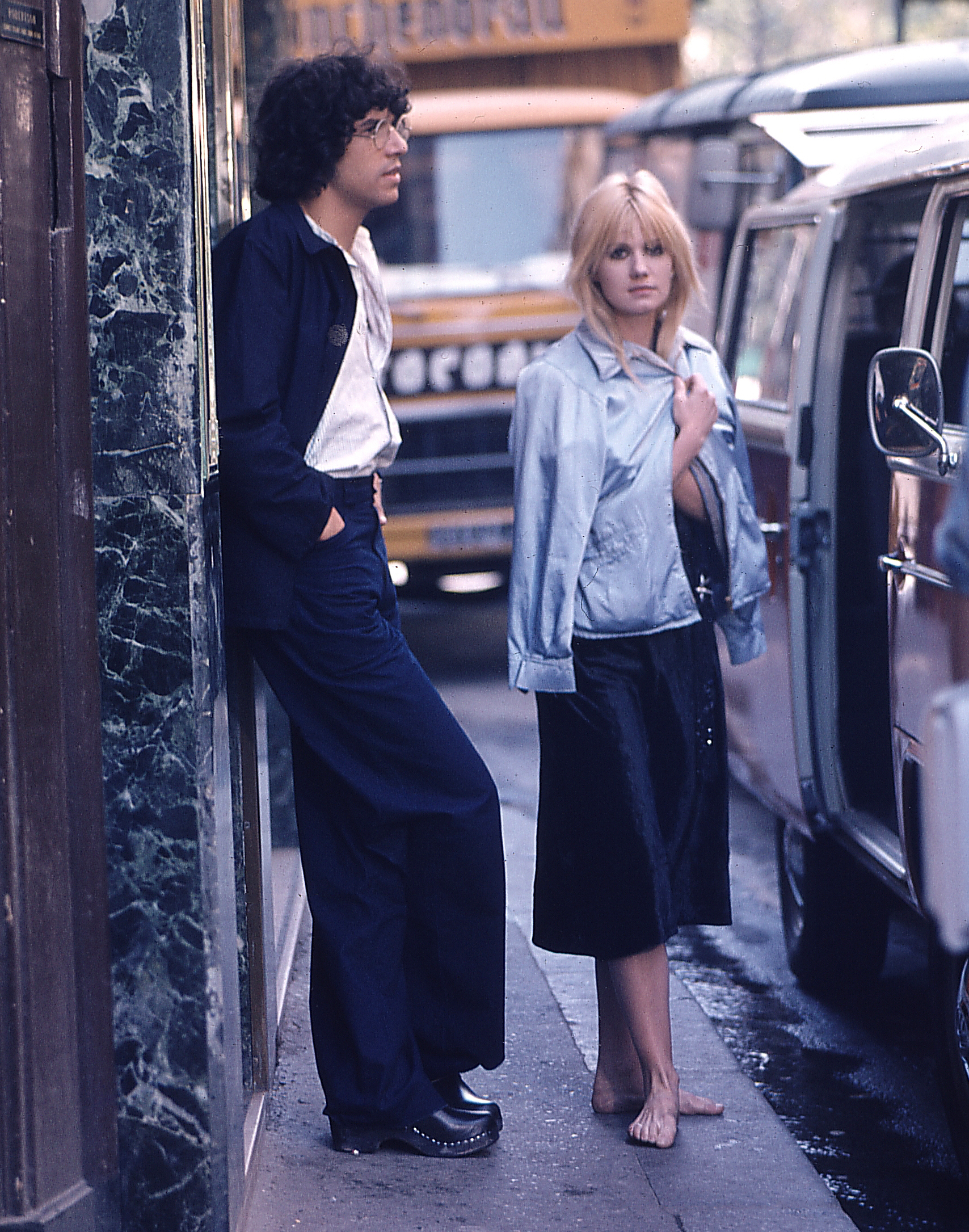
Miou-Miou mit Julien Clerc (1975)

- 1973: Durch Paris mit Ach und Krach (Elle court, elle court la banlieue)
- 1973: Die Abenteuer des Rabbi Jacob (Les aventures de Rabbi Jacob)
- 1973: Die Löwin und ihr Jäger (Les granges brûlées)
- 1973: Themroc
- 1974: Die Ausgebufften (Les valseuses)
- 1975: Gib Gas, Dicker! (Pas de problème!)
- 1975: Nobody ist der Größte (Un genio, due compari, un pollo)
- 1976: Jonas, der im Jahr 2000 25 Jahre alt sein wird (Jonas qui aura 25 ans en l’an 2000)
- 1976: F wie Fairbanks (F comme Fairbanks)
- 1976: Ein Tolpatsch auf Abwegen (On aura tout vu!)
- 1976: Triumphmarsch (Marcia trionfale)
- 1977: Süßer Wahn (Dites-lui que je l’aime)
- 1978: Straßen nach Süden (Les routes du sud)
- 1978: Stau (L’ingorgo – una storia impossibile)
- 1979: Auf Wiedersehen, bis Montag (Au revoir à lundi)
- 1979: Die Aussteigerin (La dérobade)
- 1980: Die Polizistin (La femme flic)
- 1983: Entre Nous – Träume von Zärtlichkeit (Coup de foudre)
- 1984: Dog Day – Ein Mann rennt um sein Leben (Canicule)
- 1984: Der Flug der Sphinx (Le vol du Sphinx)
- 1985: Blanche und Marie (Blanche et Marie)
- 1985: Abendanzug (Tenue de soirée)
- 1988: Die Vorleserin (La lectrice)
- 1989: Eine Komödie im Mai (Milou en mai)
- 1991: Rückkehr eines Toten (Netchaïev est de retour)
- 1991: Der Joker und der Jackpot (La totale!)
- 1992: Ein Affenzirkus (Le bal des casse-pieds)
- 1993: Tango Mortale (Tango)
- 1993: Germinal (Germinal)
- 1994: Little Indian – Der Großstadtindianer (Un Indien dans la ville)
- 1996: Am achten Tag (Le huitième jour)
- 1997: Eine saubere Affäre (Nettoyage à sec)
- 1997: Die Schwächen der Frauen (Elles)
- 1998: Abseits (Hors jeu)
- 2000: Alles bestens (wir verschwinden) (Tout va bien, on s’en va)
- 2003: Die Spur führt in die Hölle (Ambre a disparu)
- 2003: Folle embellie
- 2004: Eine französische Hochzeit (Mariages!)
- 2005: Riviera (Antoinette)
- 2006: Science of Sleep – Anleitung zum Träumen (La science des rêves)
- 2008: Familienaffaire (Affaire de famille)
- 2009: Das Konzert (Le concert)
- 2012: Mademoiselle Populaire (Populaire)
- 2013: Arrêtez-moi
- 2013: Bob et les Sex Pistaches
- 2013: Landes
- 2017: Art of Crime (Une beauté faite au naturel) (TV-Serie, zwei Folgen)
- 2018: La monnaie de leur pièce
- 2018: Abserviert – Strand, Spaß und Sonne! (Larguées)
- 2018: In sicheren Händen (Pupille)
- 2020: Belle Fille – Plötzlich Schwiegertochter (Belle fille)
- 2021: The Last Mercenary (Le dernier mercenaire)
- 2021: Nona und ihre Töchter (Nona et ses filles) (TV-Serie, neun Folgen)
- 2022: Murder Party
- 2022: Maestro(s)
- 2023: All eure Gesichter (Je verrai toujours vos visages)